# Алесандро д’Есте
Алесандро д’Есте (на италиански: Alessandro d'Este; * 19 септември 1505, Реджо Емилия; † октомври 1505) е италиански благородник.

## Произход
Той е първороден син на Алфонсо I д’Есте (* 1476, † 1534), херцог на Ферара, Модена и Реджо, и на втората му съпруга Лукреция Борджия (* 1480, † 1519), херцогиня на Ферара, Модена и Реджо, господарка на Непи, господарка на Сермонета и Басиано, херцогиня на Бишелие и княгиня на Салерно. Негови дядо и баба по бащина линия са херцозите на Ферара, Модена и Реджо Ерколе I д'Есте и Елеонора Арагонска, а по майчина – папа Александър VI и метресата му Ваноца Катанеи. Негов вуйчо е Чезаре Борджия, следователно той е братовчед на Франческо Борджия. По бащина линия е племенник на Изабела д'Есте и на кардинал Иполито д'Есте. Има четири братя и две сестри:
- Ерколе II (* 1508, † 1559), херцог на Ферара, Модена и Реджо от 1534 г., съпруг на Рене Френска
- Иполито II (* 1509, † 1572), кардинал
- Алесандро (* 1514, † 1516)
- Елеонора (* 1515, † 1575), монахиня
- Франческо (* 1516, † 1578), маркиз на Маса Ломбарда, съпруг на Мария ди Кардона
- Изабела Мария (* 1519, † 1521)

Има и един или двама природени братя.

## Биография
Детето е кръстено Алесандро в чест на дядо си по майчина линия. След раждането му майка му Лукреция се разболява от родилна треска, но се възстановява. Детето обаче се разболява тежко месец след раждането. Дори най-добрият лекар на баща му Алфонсо I д'Есте, Франческо Кастело, не успява да спаси бебето и то умира през октомври 1505 г. Погребано е в манастира „Корпус Домини“ във Ферара. На 1 април 1514 г. Лукреция ражда друг син, също наречен Алесандро, който също умира малко след раждането.

## Последици
Смъртта на възможния престолонаследник представлява не само икономическа, но и политическа загуба за благородническите домове: брачната система всъщност допринася за създаването на военни съюзи и натрупването на богатство. В допълнение към дългосрочните ефекти, в конкретния случай на семейство Есте трябва да се има предвид и краят на тяхното господство над Ферара. Алфонсо II д'Есте, който умира през октомври 1597 г. и чийто дядо е Алфонсо I, е последният херцог на Ферара от сем. Есте. Всъщност семейство Есте губи херцогството след смъртта на Алфонсо II, тъй като папата не признава Чезаре д'Есте за негов наследник, като последният произлиза от Алфонсо, незаконен син на Алфонсо I, роден от връзката с куртизанка Лаура Дианти. Следователно в този контекст, погледнато назад, се проявяват последствията от смъртта на Александео: по-ниски шансове за оцеляване на дома.